# 布雷莫泰特冰磧
71°41′S 12°5′E / 71.683°S 12.083°E
布雷莫泰特冰磧（德語：Bremotet），是南極洲的冰磧，位於毛德皇后地的阿斯特里德公主海岸，處於茨維瑟爾山西北面，根據德國探險隊拍攝的空中照片繪入地圖，現時由南極條約體系管理。

## 外部連結
- 本条目引用的公有领域材料来自美国地质调查局的文档《布雷莫泰特冰磧》 （資料來自地名信息系统）。